# Jésus parmi les docteurs (Han van Meegeren)
Cet article concerne un tableau. Pour l'épisode biblique, voir Jésus parmi les docteurs.
Jésus parmi les docteurs (en néerlandais : Christus te midden van de schriftgeleerden) est le dernier tableau de l'artiste-peintre et faussaire Han van Meegeren. Cette imitation de Vermeer a été peinte de juillet à septembre 1945 devant témoins. Cette peinture représente une scène biblique où Jésus, à douze ans, discute dans un temple avec des docteurs. Ce thème a souvent été exploité en peinture.

## Contexte
À la suite de l'arrestation de Han van Meegeren, accusé d'avoir vendu des trésors culturels de Vermeer aux Allemands durant la Seconde Guerre mondiale, Meegeren préféra avouer, puisque ce crime était passible de la peine capitale, qu'il était un faussaire et qu'il était l'auteur des peintures qu'il avait vendues en les attribuant à Vermeer. Afin de prouver ses affirmations, il dut peindre un dernier « Vermeer » dans sa cellule en présence de six témoins : un expert de Vermeer, un photographe et quatre officiers de police. Étant donné le stress qui pesait sur lui, le tableau comporterait certaines imperfections que ses autres faux n'avaient pas. Ce tableau ayant réussi à convaincre la cour, il fut condamné à un an de prison mais mourut deux semaines après son incarcération en 1947.

## Ce qu'il en est advenu
La succession de Han van Meegeren, y compris Jésus parmi les docteurs, fut mise aux enchères en août 1950. La toile atteignit 3 000 ƒ, environ 10 500 € d'aujourd'hui[Quand ?]. Elle aurait été un certain temps accrochée dans une église de Johannesbourg. En 1990 le tableau, vendu aux enchères par Sotheby's pour 13 200 £ Sterling, fut acheté par un collectionneur londonien. En 1996, il fit sa réapparition à Amsterdam chez Christie's où il atteignit 66 000 ƒ aux enchères. En 1997, l'acquéreur, un certain Loek Brons, marchand d'œuvres d'art, proposa le tableau à la Foire européenne d'œuvres d’art (le Tefaf) à Maastricht pour 165 000 €. Il fut acheté par une famille de Haarlem qui l'aurait déjà revendu. On ignore actuellement où il est et à qui il appartient.